# Ain't Talkin' 'bout Dub
Ain't Talkin' 'bout Dub is een nummer van de Britse muziekgroep Apollo 440 uit 1997. Het is de tweede single van hun tweede studioalbum Electro Glide in Blue.
Het nummer is gebaseerd op een sample van het gitaarloopje uit Ain't Talkin' 'bout Love van Van Halen. Het begin van het nummer bevat een sample uit de film The Andromeda Strain. "Ain't Talkin' bout Dub" werd een grote hit in het Verenigd Koninkrijk, waar het de 7e positie behaalde. Het nummer bereikte ook in andere Europese landen de hitlijsten en betekende zo de internationale doorbraak voor Apollo 440. In zowel de Nederlandse Top 40 als de Vlaamse Ultratop 50 wist het nummer de 14e positie te bereiken. Na dit nummer heeft de band geen grote hits meer weten te scoren in het Nederlandse taalgebied.